# Wrokwetenschappen-affaire

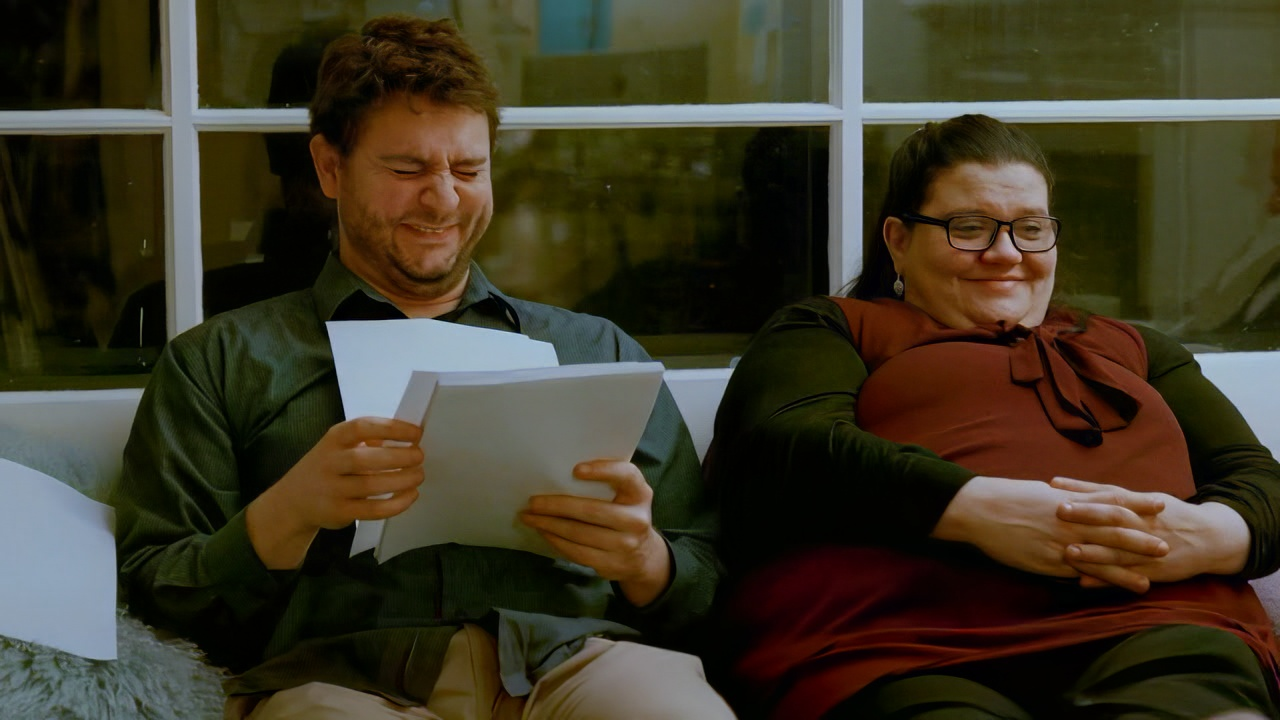
Helen Pluckrose en James A. Lindsay

De wrokwetenschappen-affaire (Engels: grievance studies affair) is een wetenschappelijke hoax uit 2017-18.
De hoax wordt in navolging van de Sokal-affaire uit 1996 soms ook Sokal Squared genoemd.

## Aanzet
James A. Lindsay en Peter Boghossian wilden bewijzen dat er in een aantal geesteswetenschappen iets grondig foutloopt. Volgens hen doet de waarheidsvinding er niet meer toe. Activisten zouden bouwen aan een op wrok gebaseerd onwetenschappelijk wereldbeeld. Studenten en professoren die niet meedoen, zouden worden gepest.
In mei 2017 slaagden Lindsay en Boghossian erin het nepartikel The conceptual penis as a social construct in het wetenschappelijk vaktijdschrift Cogent Social Sciences gepubliceerd te krijgen. In het artikel wordt gesteld dat de penis conceptueel de klimaatverandering veroorzaakt. Vermits het vaktijdschrift weinig aanzien heeft, vonden ze dat ze hun doel niet hadden bereikt.

## De wetenschappelijke hoax
Lindsay en Boghossian begonnen daarom nieuwe nepartikels te schrijven. In september 2017 voegde Helen Pluckrose zich bij hen. Het drietal schreef uiteindelijk twintig nepartikels. Ze werden ter publicatie gezonden naar de betere vaktijdschriften over onder meer kritische theorie en identiteits- en cultuurwetenschappen.
Eind juli 2018 stelde het Twitter-account Real Peer Review, een platform dat op zoek is naar onechte wetenschap, zich vragen bij het artikel Human Reactions to Rape Culture and Queer Performativity in Urban Dog Parks in Portland, Oregon. Andere journalistieke uitgaves volgden en men ging op zoek naar de fictieve auteur, Helen Wilson, van de al even fictieve instelling Portland Ungendering Research Initiative. Er werd aangeklopt bij het tijdschrift Gender, Place & Culture. Het tijdschrift publiceerde een Expression of Concern nadat het er niet in slaagde de auteur te contacteren.
Na de Expression of Concern raakte zelfs The Wall Street Journal geïnteresseerd en dus besloten Pluckrose, Lindsay en Boghossian om de kaarten op tafel te leggen. Op 2 oktober 2018 publiceerden ze Academic Grievance Studies and the Corruption of Scholarship waarin ze de ware toedracht van de hoax neerschreven. Tegen die tijd waren reeds vier artikels gepubliceerd, drie aanvaard maar nog niet gepubliceerd, zes geweigerd en zeven artikels waren nog onder evaluatie. De voornamelijk fictieve auteurs van de nepartikels kregen vanwege hun voorbeeldig wetenschappelijk werk ook vier keer de vraag andere artikels te peerreviewen.

## Resultaat
Naast het artikel in Gender, Place & Culture waarin wordt voorgesteld mannen als honden af te richten om iets aan de verkrachtingscultuur te doen, publiceerde Sex Roles een artikel over mannen die naar restaurants zoals Hooters gaan, waar de diensters tank tops als sexy uniform dragen, omdat ze naar het patriarchaat verlangen, daar dominantie ervaren en vrouwen kunnen bevelen. Sexuality & Culture publiceerde een tekst waarin wordt gesteld dat mannen die nooit met seksspeeltjes anaal worden gepenetreerd antifeministisch, homofoob en transfoob zijn. Het artikel dat Fat Studies opnam, beweert dat spieren boven vet verkiezen culturele onderdrukking is.
Verder accepteerde Hypatia een artikel waarin wordt gesteld dat een wetenschappelijke hoax, satire of ironische opmerkingen over sociale wetenschappen op onwetendheid berusten en enkel dienen om privileges te verdedigen. In hetzelfde vakblad werd een artikel gepubliceerd waarin wordt gesteld dat een op solidariteit en slachtofferschap steunend feminisme krachtiger is dan een feminisme op basis van individualisme en agency. Het artikel bestond uit tekst uit Hitlers Mein Kampf waaraan trendy woordenschat was toegevoegd. De Journal of Poetry Therapy accepteerde een artikel met gedichten uit een teenage angst poetry generator aangevuld met zelfreflectie over vrouwelijke seksualiteit en spiritualiteit.
Het artikel Human Reactions to Rape Culture and Queer Performativity in Urban Dog Parks in Portland, Oregon kreeg een speciale vermelding van Gender, Place and Culture en zou in de feestelijke uitgave voor het 25-jarige bestaan van het blad worden opgenomen ware het niet dat de hoax was ontdekt.